# أليكساندر بلومكفيست
أليكساندر بلومكفيست (بالسويدية: Alexander Blomqvist)‏ (3 أغسطس 1994 بمالمو في السويد - ) هو لاعب كرة قدم سويدي في مركز الدفاع. شارك مع منتخب السويد تحت 17 سنة لكرة القدم ومنتخب السويد تحت 19 سنة لكرة القدم. أما مع النوادي، فقد لعب مع نادي مالمو ونادي فارنامو ونادي تريليبورج ‏.

## روابط خارجية
- أليكساندر بلومكفيست على موقع اتحاد السويد (السويدية)
- أليكساندر بلومكفيست على موقع قاعدة بيانات كرة القدم.إي يو (الإنجليزية)
- أليكساندر بلومكفيست على موقع Soccerway.com (الإنجليزية)
- أليكساندر بلومكفيست على موقع AS.com (الإسبانية)